# Institut français de Stockholm
L'Institut français de Stockholm est un Institut français situé à Stockholm, en Suède.

## Présentation
L'Institut français de Suède est la représentation culturelle de la France en Suède et dépend de l'ambassade de France. 
Sa mission est déterminée par le Ministère des Affaires étrangères et du Développement international et ses activités comprennent à la fois la coopération culturelle et scientifique.
Dans le cadre de cette mission, l'Institut français de Suède, en collaboration avec ses partenaires suédois, réalise des projets et organise des événements : expositions, conférences, débats, projections de films, concerts, performances… En outre, l'institut organise des programmes de mobilité, des cours de formation et des examens de langue et produit des ressources pédagogiques pour l'enseignement des langues.